# Speroni degli Alvarotti
Gli Speroni degli Alvarotti a volte solo Speroni o Alvarotti sono una famiglia aristocratica padovana.

## Storia
La famiglia degli Speroni e Alvarotti del medesimo sangue, secondo il Cagna ebbe origine in Ungheria. Dopo esser giunta a Treviso, si stabilì in Padova nel 1150. Dopo aver acquistato beni tra cui il castello di Villanova nel 1171, il conte Alvarotto, che spalleggiava la parte imperiale fu insignito dei beni sequestrati ai ribelli da Ezzelino da Romano nel 1242. Dopo la parentesi ezzeliniana la famiglia si ridusse alla vita di studio: vediamo comparire giudici Alvarotto e Giacomo fratelli nel 1274, lettori allo Studio patavino Aicardino e Alvarotto, Iacopo giurista nel secolo XIV, mentre Gregorio fu abate di Santa Giustina e Francesco canonico dell'amplissimo Capitolo e vicario del Patriarca d'Aquileia. Un altro Alvarotto degli Alvarotti fu canonico di San Pietro morì in Roma l'anno 1518, Giulio ancora canonico presso il capitolo patavino mentre Bernardino fu dottore allo Studio e archiatra di Papa Leone X nel 1537, nonché padre di Sperone. Ginulfo nel 1761 divenne canonico bibliotecario, mentre Arnaldo assunse la cattedra di Adria nel 1766. Con il vescovo Arnaldo si estinse la linea maggiore della casata. 

### Il ramo cadetto mantovano
Nel corso del secolo XV tal Stefano Speroni degli Alvarotti, attratto dalle glorie di Giulio Romano e dallo splendore della Corte gonzaghesca, prese residenza in Mantova. Risulta che collaborasse con Giulio Romano alla decorazione del Palazzo del Te. I suoi discententi danno forma ad un ramo cadetto, mantovano, ancora fecondo.

#### Speroni degli Alvarotti Cardi
Giovanni Battista nell’anno 1674 aggiunse al proprio il nome del casato dei Cardi. Gli Speroni attuali portano ancora oggi unito al proprio nome quello dei Cardi definendosi quindi Speroni degli Alvarotti Cardi.
Scrivono le cronache di primo novecento che: è ancora vivo il ricordo in Mantova delle esimie qualità di mente e di cuore del Nobile Cavalier Giuseppe, già Presidente del Tribunale civile e criminale di 1a Istanza a Lodi morto tra il generale rimpianto nel 1843. In segno del sovrano gradimento per i distinti servigi da lui prestati, Sua Maestà Ferdinando I, il 12 febbraio 1839, lo elevò, insieme alla sua discendenza, per tutti i tempi futuri, alla Nobiltà dell’Impero Austriaco e lo nominò Cavaliere dell’Imperiale Austriaco Ordine di Leopoldo.

## Membri illustri
- Iacopo Alvarotti
- Alvarotto degli Alvarotti
- Bernardino Speroni
- Sperone Speroni
- Ginolfo Sperone degli Alvarotti
- Arnaldo Speroni degli Alvarotti

## Emblema araldico
L'arma si compone di tre speroni in campo giallo e rosso: per traverso lo scudo due nel giallo di sopra, uno nel rosso di sotto.

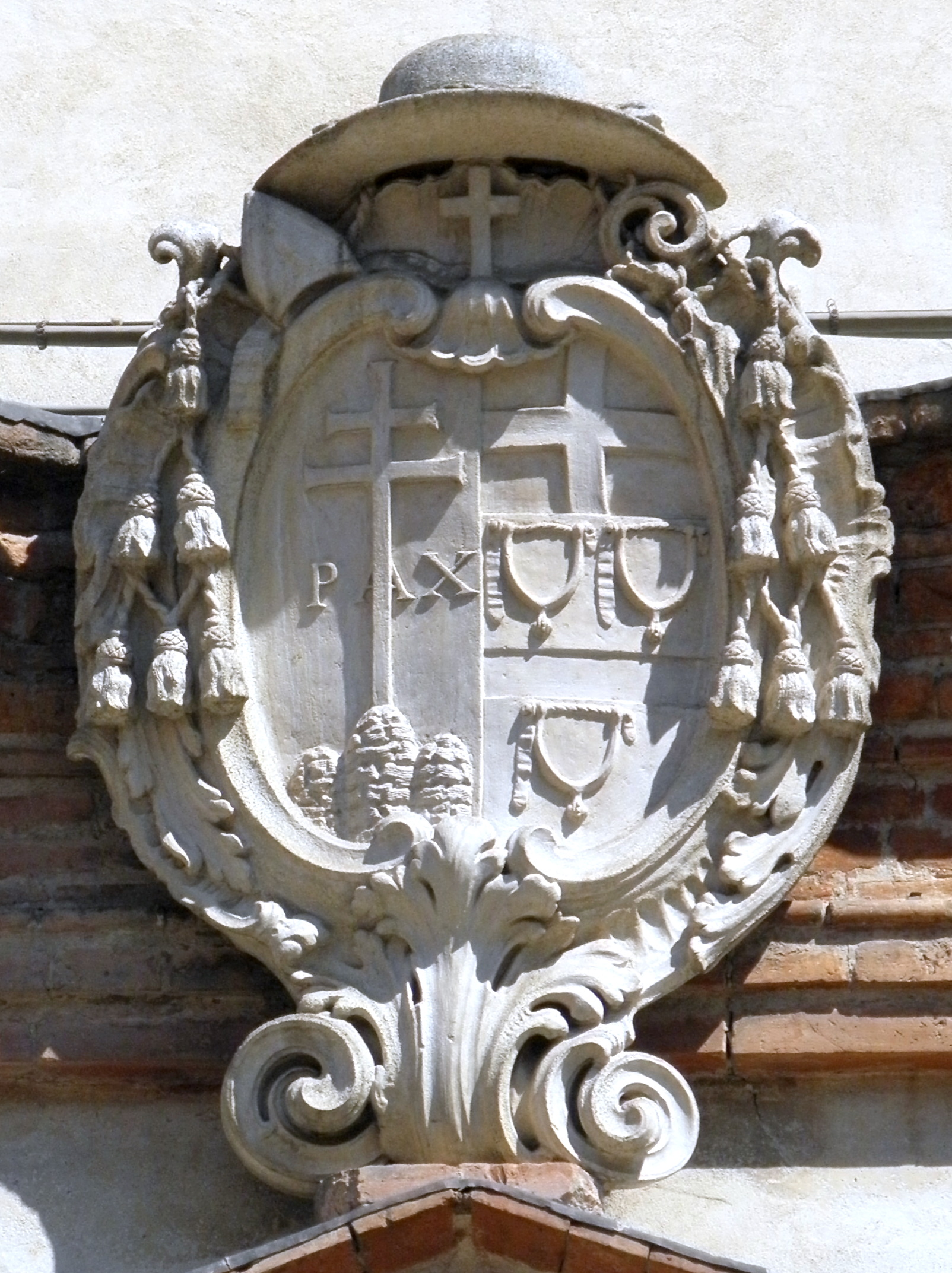
Lo stemma episcopale di Arnaldo Speroni degli Alvarotti

## Luoghi e architetture
- Palazzo Speroni di Sant'Anna: lineare costruzione manierista, si eleva su un portico. Sul fianco, verso la chiesa di Sant'Anna, lo stemma della famiglia. Nacque in questo palazzo Sperone Speroni.
- Palazzo Speroni di Santa Sofia: solida costruzione cinquecentesca poi passata ai Polcastro, sul finire del '700. L'edificio è celebre per aver ospitato Napoleone Bonaparte.